# Лумнеція
Лумнеція (ромш. Lumnezia) — громада  в Швейцарії в кантоні Граубюнден, регіон Сурсельва.

## Географія
Громада розташована на відстані близько 135 км на схід від Берна, 32 км на південний захід від Кура.
Лумнеція має площу 165,5 км², з яких на 1,4% дозволяється будівництво (житлове та будівництво доріг), 44,8% використовуються в сільськогосподарських цілях, 21,7% зайнято лісами, 32% не є продуктивними (річки, льодовики або гори).

## Демографія
2019 року в громаді мешкало 2019 осіб (-8,9% порівняно з 2010 роком), іноземців було 6,4%. Густота населення становила 12 осіб/км².
За віковим діапазоном населення розподілялося таким чином: 13,9% — особи молодші 20 років, 56,8% — особи у віці 20—64 років, 29,3% — особи у віці 65 років та старші. Було 922 помешкань (у середньому 2,1 особи в помешканні).
Із загальної кількості 828 працюючих 252 було зайнятих в первинному секторі, 161 — в обробній промисловості, 415 — в галузі послуг.